# Brotlaibidolen

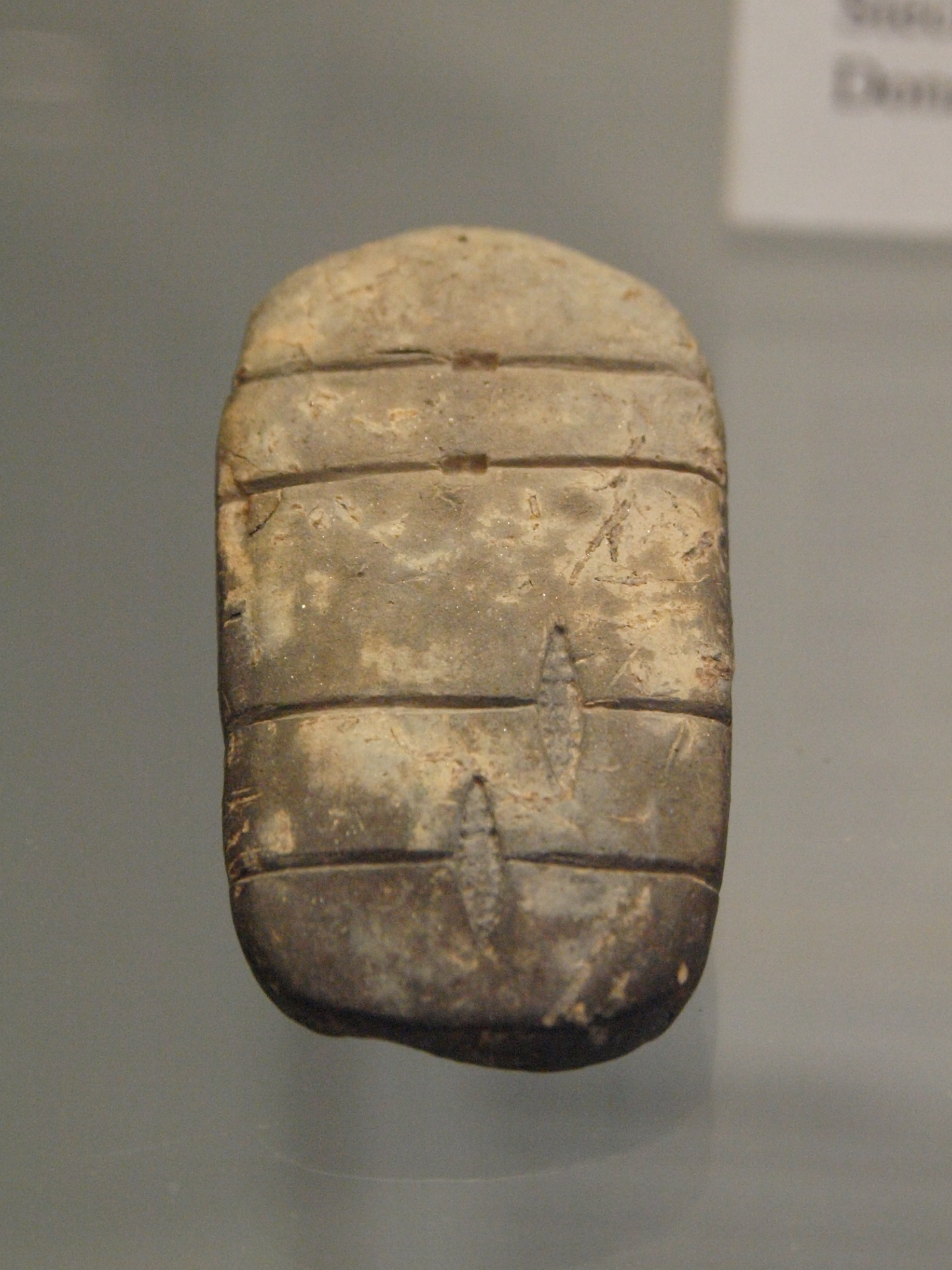
Brotlaibidol uit Mangolding, Regensburg

Brotlaibidolen (uit het Duits: 'broodidolen') of tavolette enigmatiche (uit het Italiaans: 'raadselachtige tabletten') zijn tabletten uit de Bronstijd, in het bijzonder de Vroege en Middenbronstijd (2100 v.C. - 1400 v.C.), gevonden in Centraal-Europa en Noord-Italië. Ze zijn meestal gemaakt van licht gebakken of aan de lucht gedroogde klei en lijken enigszins op een brood. Ze zijn meestal slechts enkele centimeters lang en versierd met geometrische patronen. De functie van deze tabletten is onbekend, maar de term 'idool' is afgeleid van het mogelijke rituele gebruik ervan. Een andere theorie suggereert dat ze gebruikt werden als een soort zegel, vergelijkbaar met de Canarische pintadera.

## Beschrijving en datering
Brotlaibidolen zijn langwerpige, ronde, ovale, bijna rechthoekige, stempelvormige, platte of convexe voorwerpen van klein formaat, gemaakt van steen of gebakken klei, met decoratie aan één of beide zijden. De decoratie bestaat uit één of meerdere motieven van geometrische figuren en afdrukken van natuurobjecten, zoals schelpen. De geometrische figuren bestaan uit inkepingen, gaatjes en krassen op verschillende dieptes en komen in verschillende combinaties voor. In de meeste tabletten zijn één of meerdere lengte- of dwarslijnen gekrast de evenwijdig lopen met de randen van het tablet. Meestal worden er extra patronen in het verloop van de lijnen verwerkt. Deze patronen kunnen voor, na of tijdens het zetten van de lijnen aangebracht zijn. De versieringen kunnen echter ook alleen voorkomen en zij dan vaak min of meer regelmatig op het object aangebracht. Bij sommige vondsten, zoals in Lepenski Vir, is er ook inlegwerk gebruikt. Bij een exemplaar uit Banatska Palanka werden rode pigmentresten op de patroonzijde gevonden.
Brotlaibidolen worden vaak in tweeën gebroken gevonden, waarbij soms maar één helft aanwezig is. Het frequente voorkomen van gebroken tabletten en de regelmatige verdeling van de gebroken helften doet vermoeden dat ze met opzet gebroken werden.

### Noord-Italië
In Noord-Italië, in de regio van het Gardameer, vindt men de hoogste dichtheid aan vondsten en de grootste verscheidenheid aan motieven. Hier werden zowel vaker tabletten die aan beide zijden versierd zijn als stenen tabletten (12,5 % van de totale vondsten in Noord-Italië) gevonden dan in andere gebieden. Typische kenmerken van de Noord-Italiaanse tavolette enigmatiche zijn cirkelvormige en dubbele spiraalpatronen, evenals parelsnoer- en kruispatronen.
De brotlaibidolen uit Noord-Italië worden vooral geassocieerd met de Poladacultuur, maar ook wel met de latere Terramarecultuur. Eén fragment van wat mogelijk een brotlaibidool was, gevonden in Rubiera, stamt uit het einde van het neolithicum in die regio en werd gevonden in associatie met potscherven uit de Noord-Italische klokbekercultuur. Met behulp van dendrochronologie kunnen brotlaibidolen in Noord-Italië worden gedateerd tussen 2050 v.C. en 1300 v.C.
- 3 brotlaibidolen uit de site Palafitta di Polada
- Brotlaibidool uit Sotciastel
- Brotlaibidool uit het Lavagnone-bekken

### Zuidwest-Duitsland en Binnenalpen
Een kleinere groep vondsten komt uit het zuidwesten van Duitsland, in de landstreek Hegau en rond het Bodenmeer. Tabletten uit deze regio zijn herkenbaar aan de rechthoekige patronen, die ook in Noord-Italië voorkomen. Een paar andere voorwerpen, eveneens gevonden op sites in de Binnenalpen (Matrei am Brenner) in combinatie met keramische vondsten in Noord-Italiaanse stijl (Matrei am Brenner, Singen am Hohentwiel) of gegoten smeltkroezen ( Bodman-Schachen I) die lijken op die van het Ledromeer en het Gardameer suggereren een noord-zuidverbinding door de Alpen. Zowel de Brennerpas als de Reschenpas worden gezien als mogelijke routes om vanuit Noord-Italië het zuidwesten van Duitsland bereiken.
In Bodman-Schachen I, laag C is een brotlaibidool gevonden dat onderzoekers associëren met de Arboncultuur en dendrochronologisch gedateerd op 1612 v.C. Het tablet uit Singen stamt wellicht uit een oudere periode. Het daar gevonden aardewerk lijkt op dat van Bodman-Schachen I, laag A. Dit tablet zou dus tot de Singener cultuur behoren. Deze vondst werd aan de hand van C14-datering in de 19e eeuw v.C. geplaatst.
De vondsten in de Alpen worden gedateerd in de vroege bronstijd. Een vondst in Noord-Tirol, afkomstig uit Matrei am Brenner, stamt uit een 50 cm dikke cultuurlaag, waarvan de keramiek wordt gedateerd tussen 2000 v.C. en 1600 v.C.

### Midden- en Benedendonaugebied
De Brotlaibidolen uit het Midden- en Benedendonaugebied worden vooral getypeerd door radiale inkepingen, een versiering die in mindere mate ook in Noord-Italië voorkomt. Hoewel Noord-Italiaanse motieven verder westwaarts in het Midden-Donaugebied steeds vaker voorkomen, zijn er geen bewijzen te vinden dat de verbinding  tussen de culturen langs de Donau en die in Zuidwest-Duitsland verliep via Zuid-Beieren, dat tussen deze gebieden ligt. De handelsroutes liepen waarschijnlijker van het Midden-Donaugebied door de Alpen naar het zuidwesten van Duitsland of ten zuiden van de Alpen naar Italië.
Brotlaibidolen uit dit gebied worden onder andere gedateerd aan de hand van de nederzettingen van Nitriansky Hrádok, Veselé (beiden in Slovakije), Süttő (in Hongarije) en Ostrovul Mare (in Roemenië): in Nitriansky Hrádok zijn ze gedurende de gehele bewoningsperiode van de Mad'arovce-cultuur te vinden en beslaan ze dus een tijdsverloop van ca. 1600 v.C. - 1430 v.C. Deze bovengrens rond 1600 v.C. is echter gecontesteerd, gezien 14C-gegevens dateringen rond 1900 v.C. mogelijk maken. Uit kennis van de Věteřov-cultuur met haar Böheimkirchner-groep en hun relaties kunnen we daar een periode van 1700 v. Chr. tot 1500 v. Chr. schatten.  Er zijn in Neder-Oostenrijk (Windpassing) ook versierde klei-objecten uit de overgagsperiode tussen de Aunjetitz-cultuur en de Věteřov-cultuur gevonden. De vindplaats Schiltern, een andere nederzetting van de Aunjetitz-groep in dit gebied, vertoont zowel Zuid-Donau-invloeden van de Unterwölbinger-cultuur, waarvan de absolute data variëren van 2000 v. Chr. tot 1750 v. Chr., als duidelijke Větěrov-invloeden. De vondst van het brotlaibidool in het grafveld van Franzhausen (Unterwölbinger-groep) wordt als iets ouder beschouwd en dateert uit de 18e eeuw v. Chr.
Aan de benedenloop van de Donau zijn de omstandigheden moeilijk in te schatten. De vondsten die samen met ingelegde keramiek zijn gedaan, kunnen in de midden-bronstijd worden geplaatst, rond 1400 v.C.

### Zuid-Beieren
In 1975 werd op de Domberg in Freising de eerste brotlaibidool in Zuid-Beieren gevonden. Door nieuwe ontdekkingen in 2025 staat de teller nu op acht tabletten gevonden in Zuid-Beieren. Desondanks lijken de groepen in Zuid-Beieren, net als de gemeenschappen ten zuidwesten van de Rijn, een eerder beperkte rol te spelen in de culturele uitwisseling rondom de brotlaibidolen.

### Tisza-gebied en Noordwest-Roemenië
Ook ten oosten van de Midden-Donaugroepen is er een groot aantal tabletten gevonden in het stroomgebied van de Tisza in het noordwesten van Roemenië. De typische versieringen bestaan hoofdzakelijk uit lineaire of schijnbaar systeemloos gegraveerde patronen en verschillen dus van de typische radiale versieringen uit de Donauregio. De chronologische indeling en ook de culturele herkomst van de onderzochte aardewerkvoorwerpen uit het Tisza-gebied zijn voorlopig nog onbekend. De brotlaibidolen die gevonden werden in Derșida behoren tot de Wietenbergcultuur, die liep van 2200 v.C. tot 1600 v.C.

### Istrië
In Istrië werden een significante hoeveelheid Brotlaibidolen gevonden. In de versterkte bergvesting Monkodonja aan de westkust, vlakbij Rovinj, zijn er zes tabletten gevonden, het merendeel gevonden in het noordwesten van de akropolis. Van deze zes zijn er drie versierd met cirkelvormige patronen zoals in Noord-Italië en drie met geometrische patronen zoals in Centraal-Europa. Hun aanwezigheid bevestigt een actieve verbinding van Monkodonja met een breed handelsnetwerk. Monkodonja heeft mogelijk een bijzondere rol gespeeld als bevoorradingsstation of als station voor het laden en lossen van goederen voor de maritieme route tussen het Middellandse Zeegebied en Midden-Europa, en van Noord-Italië naar het Karpatenbekken.
Ook in Nesactium (dat in de ijzertijd aan belang won), de burchten van Vrčin en Sveti Bartolomej en in de Grotto Gigante ten noorden van Triëst werden brotlaibidolen gevonden in uiteenlopende stijlen.

### Ronde tabletten in Zuid-Frankrijk
Op verschillende vindplaatsen verspreid over Zuid-Frankrijk zijn acht klei-artefacten gevonden die sterk lijken op de broodvormige idolen, zowel qua materiaal, grootte als decoratie. Het verschil is dat deze exemplaren rond zijn, met een klein gaatje in het midden. De groeven lopen telkens straalvormig.

De zogenaamde “opgerolde tabletten” hebben een diameter van 3,7 tot 7 cm, met een centraal gaatje van ongeveer 2 mm. Vier van de tabletten, afkomstig uit het oostelijke deel van het gebied, hebben vier radiale strepen, terwijl de andere vier uit het westen acht strepen vertonen. Eén tablet is van steen en aan beide zijden versierd; de overige zijn van gebakken klei en enkel aan één zijde gedecoreerd. Twee van de schijfjes zijn in tweeën gebroken.